# إد ويلي جونيور
إد ويلي جونيور (بالإنجليزية: Ed Wiley, Jr.)‏ هو عازف جاز أمريكي، ولد في 14 مارس 1930، وتوفي في 27 سبتمبر 2010.

## وصلات خارجية
- إد ويلي جونيور على موقع ميوزك برينز (الإنجليزية)